# Internationale des services publics
Pour les articles homonymes, voir ISP et PSI.
L'Internationale des services publics (ISP ; en anglais Public Services International, PSI) est une fédération syndicale internationale qui rassemble les travailleurs du secteur public. Elle est reconnue comme une organisation non gouvernementale par l'Organisation internationale du travail et le Conseil economique et social des Nations unies.
Elle a été fondée en 1907 et son siège est à Ferney-Voltaire (France). Parmi ses anciens présidents figure Dave Prentis. L'ISP est actuellement présidée par Rosa Pavanelli (en).
L'organisation non gouvernementale souhaite représenter plus de 650 syndicats de 154 pays.

## BulletinPrivatization watch
L'organisation édite depuis mars 2016 un bulletin d'information bimensuel, Privatization watch, disponible en anglais, espagnol et français. Le bulletin rappelle la position de l'ONG, « Les services publics de qualité constituent la base de sociétés démocratiques et d'économies prospères. Ils garantissent l'accès universel aux services essentiels, y compris les soins de santé, l'éducation, l'électricité, l'eau potable et l'assainissement. Lorsque ces services sont privatisés, maximiser les bénéfices des entreprises remplace l'intérêt public. » et recense avancées et reculs de la privatisation à l'échelle mondiale.